# 條紋喉鰭鯰
條紋喉鰭鯰，為輻鰭魚綱鯰形目項鰭鯰科的其中一種，為熱帶淡水魚類，分布於南美洲巴西東南部至阿根廷淡水流域，體長可達20公分，棲息在底層水域，生活習性不明，可做為觀賞魚。

## 扩展阅读
維基物種上的相關：條紋喉鰭鯰